# Здание Санкт-Петербургского общества взаимного кредита
Здание Санкт-Петербургского общества взаимного кредита — памятник истории и культуры федерального значения, специализированное банковское здание, построенное в 1888 — 1890 годах по проекту архитектора П. Ю. Сюзора.
Расположено по адресу: Санкт-Петербург, набережная канала Грибоедова, дом 13.
По состоянию на 2009 год в нём располагается Северо-Западный филиал Росбанка.

## История
Инициатором строительства нового здания Санкт-Петербургского общества взаимного кредита стало правление банка во главе с Евгением Ламанским. Архитектором стал граф Павел Сюзор. Вместе с членом правления банка М. Н. Кобызевым он совершил поездку по Франции, Бельгии и Германии, чтобы ознакомиться с принципами строительства банковских зданий.
Участок для строительства здания был приобретён в 1887 году у купца Ф. Шопена за 205 тысяч рублей. Закладка здания состоялась 15 августа 1888 года в присутствии министра финансов Ивана Вышнеградского, а строительство началось 1 сентября 1888 года.
Официальное открытие здания состоялось 9 сентября 1890 года, но внутренняя отделка продолжалась до 1900 года. В 1914 году в вестибюле была установлена памятная доска в честь Е. И. Ламанского и П. Ю. Сюзора.
В 1917 году Общество взаимного кредита прекратило существование. В здании расположились мастерские художников и различные государственные учреждения. С 1945 года в нём располагалась областная контора Государственного банка СССР. К 1990 году здание пришло в плачевное состояние.
В 1990 году в здании разместился коммерческий агропромышленный банк Санкт-Петербурга, переименованный в 1993 году в Петроагропромбанк. В 1995 году зданию был присвоен статус памятника истории и культуры федерального значения. После кризиса 1998 года в здании расположился банк «Первое общество взаимного кредита». В 2000 году началась реставрация здания.
В 2006 году банк «Первое ОВК» был присоединён к Росбанку, после чего финансирование реставрационных работ стало осуществляться за его счёт. 26 июня 2009 года по случаю завершения реставрационных работ была проведена презентация здания, на которой присутствовал председатель правления Росбанка Владимир Голубков. В галерее первого этажа была открыта художественная галерея.

## Архитектура
Четырёхэтажное здание соединяет в себе различные стили европейского зодчества и украшено многочисленными скульптурами, создателями которых являются А. М. Опекушин и Д. И. Иенсен.
У подножия купола, который скрывает вытяжную трубу, находится скульптурная группа «Ника»: у ног богини победы Ники расположены бог торговли Меркурий и бог морей Нептун. В ризалите второй и третий этажи украшены арочным окном, по обе стороны от которого расположены женские фигуры. Над окном размещена надпись «Первое ОБЩЕСТВО ВЗАИМНАГО КРЕДИТА». Балконы поддерживаются атлантами. Богатым декором украшены оконные обрамления и фриз.
Также здание было хорошо оснащено с технической точки зрения. В нём была собственная электростанция, система парового отопления, вентиляция, лифты, водопровод, канализация, сигнализация, телефонная связь.

## Интерьер
Главным помещением здания является операционный зал, расположенный на втором этаже. От дубового тамбура к нему ведёт парадная гранитная лестница. Перед входом в операционный зал находится беломраморный бюст Е. И. Ламанского.
Ширина операционного зала — 32 метра, длина — 31,7 метра, высота — 10 метров. Он украшен 20 колоннами из белого каррарского мрамора, которые служат основаниями арок. Зал освещается чугунными люстрами, стилизованными под сплетённые ветви. На стенах расположены информационные доски, а также икона.